# Helen Ware
Helen Ware (15 de octubre de 1877-28 de enero de 1939) fue una actriz teatral y cinematográfica de estadounidense, activa en la época del cine mudo.

## Biografía
Nacida en San Francisco, California, su verdadero nombre era Helen Remer. Inició su carrera artística como actriz teatral, progresando hasta obtener la fama y el éxito en el circuito de Broadway pasados los treinta años de edad. 
En 1914 debutó en el cine mudo interpretando papeles de carácter, continuando en la gran pantalla tras la llegada del cine sonoro. Al igual que Louise Closser Hale, Ware, que era de pelo oscuro, adoptó un tocado rubio a finales de los años 1920, con el inicio de la era del cine sonoro.
Helen Ware falleció en Carmel-by-the-Sea, California, en 1939, a causa de una infección de garganta. Estuvo casada con el también actor Frederick Burt.

## Selección de su filmografía
| - Your Girl and Mine: A Woman Suffrage Play (1914) - The Price (1915) - Cross Currents (1915) - Secret Love (1916) - The Garden of Allah (1916) - The Haunted Pajamas (1917) - National Red Cross Pageant (1917) - Thieves' Gold (1918) - The Deep Purple (1920) - Colorado Pluck (1921) - Beyond the Rainbow (1922) - Fascination (1922) - Mark of the Beast (1923) - Soul-Fire (1925) | - Napoleon's Barber (1928) - New Year's Eve (1929) - Speakeasy (1929) - Slightly Scarlet (1930) - Tol'able David (1930) - Abraham Lincoln (1930) - Party Husband (1931) - I Take This Woman (1931) - The Reckless Hour (1931) - The Keyhole (1933) - She Had to Say Yes (1933) - Girl Missing (1933) - Gloria de un día (1933) - Sadie McKee (1934) - Romance in Manhattan (1935) |